# Göran William-Olsson
Göran Enar William William-Olsson, född 21 maj 1932 i Hedvig Eleonora församling, Stockholm, död 17 oktober 1993 i Västra Frölunda, Älvsborgs församling, Göteborg,,var en svensk professor som 1984 genomförde den första hjärttransplantationen i Sverige. Han var son till professorn William William-Olsson och far till poeten Magnus William-Olsson.